# 島津忠裕
島津 忠裕（しまづ ただひろ、1972年（昭和47年）9月18日 - ）は、日本の実業家。島津氏第33代当主。
株式会社島津興業代表取締役社長。島津リテールサービス株式会社代表取締役社長。尚古集成館学芸員。鹿児島経済同友会副代表幹事。社団法人茶道裏千家淡交会鹿児島支部支部長。鶴嶺神社宮司。炭鉱の記憶推進事業団顧問。

## 経歴
島津修久（島津氏第32代当主）、伊津子（西郷隆一の長女）の長男として鹿児島市に生まれる。
1991年3月、鹿児島県立鶴丸高等学校卒業（41期生）。1996年3月、慶應義塾大学経済学部卒業。
1996年4月、日本興業銀行に入行。その後、企業再編によりみずほコーポレート銀行に転籍し、2004年に株式会社島津興業に入社。
2004年2月から2008年3月まで北海道上富良野町の島津農場（島津家富良野農場）調査のため、札幌市東区に居住。2005年4月から札幌学院大学大学院地域社会マネジメント研究科で都市計画を学び修了。
2007年4月からは小樽商科大学ビジネススクールに在籍し経営学を学んでいたが、2008年3月に尚古集成館（鹿児島市）のリニューアルに伴う新プロジェクトに携わるため中退し帰鹿。同年、株式会社島津興業取締役就任。
2009年6月、島津興業取締役副社長。同年7月、島津リテールサービス株式会社代表取締役社長。2015年6月、島津興業代表取締役社長就任。
2024年12月31日に父・修久が死去したことにより、島津家第33代当主となる。

## 人物
- 妻、一男二女がいる。